# 卡拉博加兹
卡拉博加兹是土庫曼斯坦的城鎮，由巴爾坎州負責管轄，位於該國西北部裡海卡拉博加兹戈尔湾沿岸，主要經濟活動是開採鹽礦，2010年人口約7,300。2002年前该地称为貝克達什。